# Goat Island, New South Wales

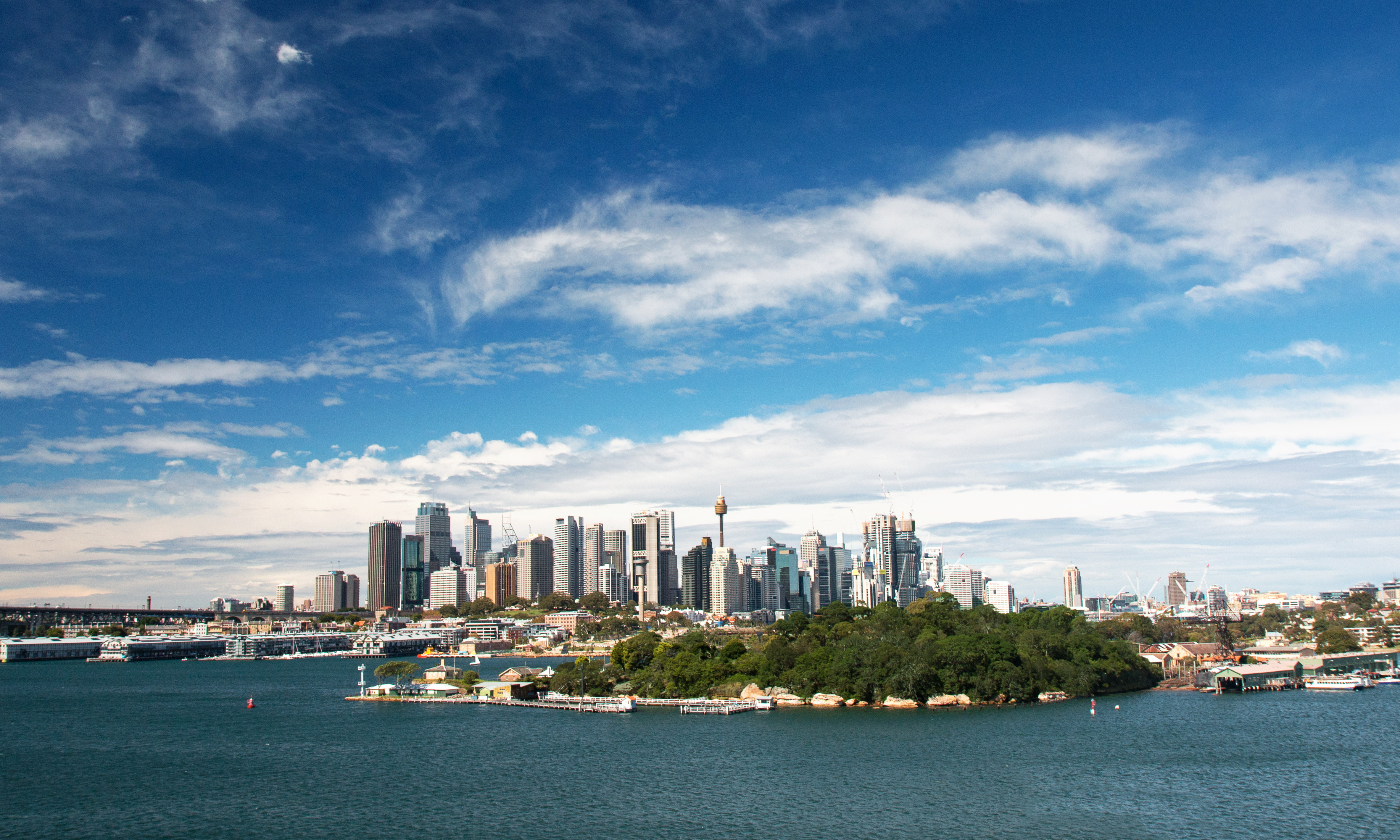
Goat Island văzut din Balls Head

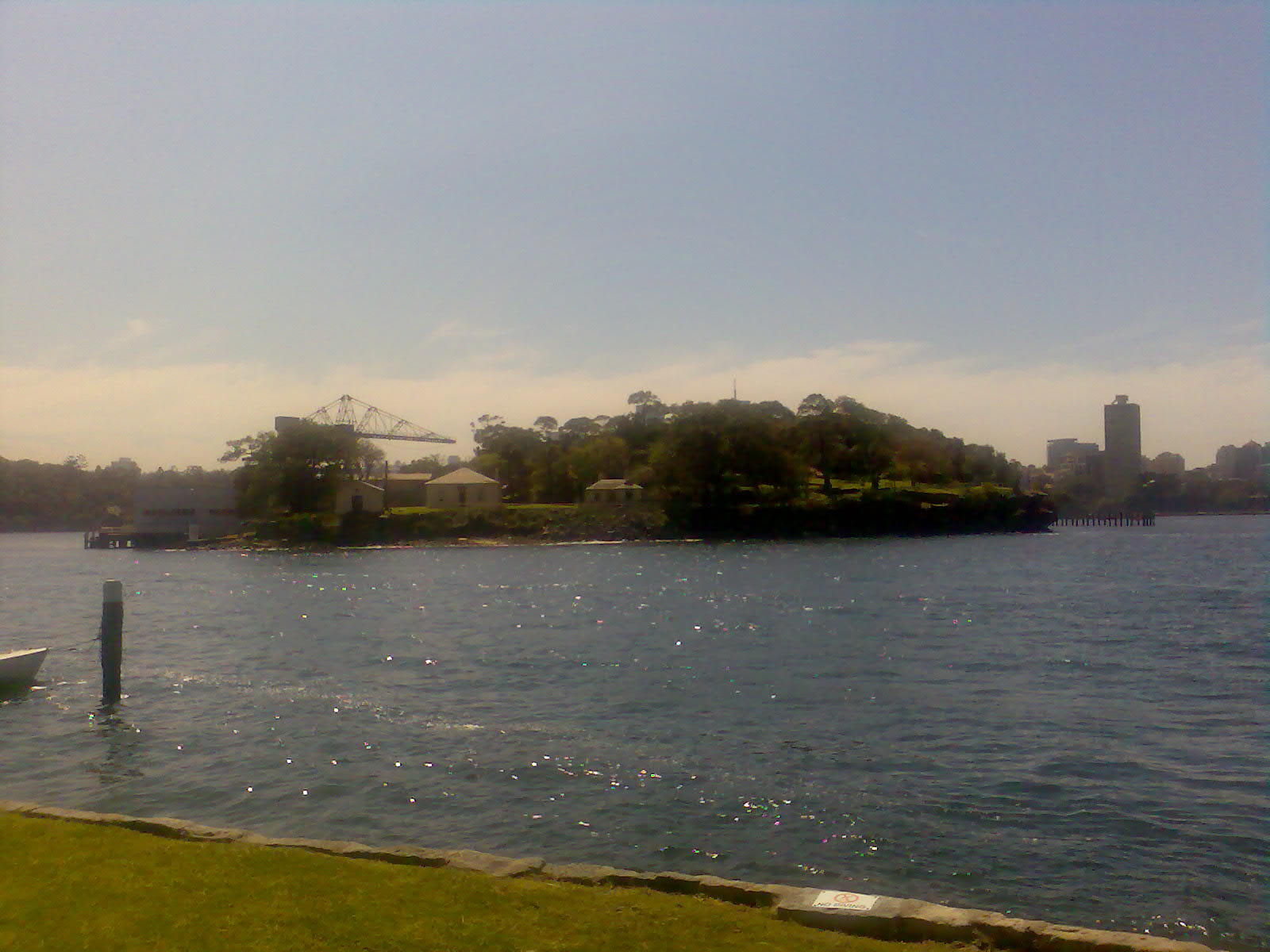
Goat Island văzut di Balmain

Goat Island este o suburbie în Sydney, Australia.